# Geng Jun
En una onomàstica xinesa Geng es el cognom i Jun el prenom.
Geng Jun (xinès simplificat: 耿军, pinyin: Gěng Jūn; Hegang, Heilongjiang, 1976) és un productor, guionista i director de cinema xinès.

## Biografia
Després d'acabar els estudis de rus i altres en un institut tecnològic, l'any 1996, va marxar a Pequín on va fer diverses feines puntuals, com venedor, encarregat d'habitacions d'hotel, gestor d'un billar, i promotor d'un diari.
A principis de l'any 2000 va entrar en una associació d'aficionats al cinema de Pequín i finalment, l'any 2002, es va embarcar en la producció de curtmetratges realitzats en digital. Immediatament va fer "Chinese Hawthorn" (山查) i l'any següent, "Sporadic Diary" (散装日记) que el 2004 va guanyar el premi al millor guió al 1r festival internacional de vídeo. És el prototip de la pel·lícula d'humor negre que serà una de les característiques de l'estil de Geng Jun: es desenvolupa a Hegang, i retrata la joventut ociosa i trencada de la zona que tots els dies passa l'estona als bars d'internet.
L'any 2004 va dirigir el seu primer llargmetratge, encara en digital, "Barbecue" (烧烤), que va competir al Festival dels Tres Continents de Nantes, i l'any següent al Festival Internacional de Cinema de Rotterdam.
El 2013 després va dirigir la seva pel·lícula més famosa; una pel·lícula de 50 minuts, "The Hammer and Sickle Are Sleeping" (锤子镰刀都休息), que va guanyar el premi al millor curtmetratge dels Premis de Cinema Golden Horse de Taipei.
Amb Free and Easy (2016) va guanyar el Premi del Jurat Especial al Festival de Cinema de Sundance i va rebre quatre nominacions al Festival de Cinema Golden Horse de Taipei, incloent Millor Pel·lícula i Millor Director.
Se'l considera un cineasta influenciat pel director francès Jean-Luc Godard i especialment pel xinès Li Hongqi que va participar en el muntatge de la primera pel·lícula de Geng.

## Filmografia
| Any  | Títol xinès         | Títol o traducció en anglès          | Notes            |
| ---- | ------------------- | ------------------------------------ | ---------------- |
| 2002 | 山查                | Chinese Hawthorn                     | Curtmetratge 30' |
| 2003 | 散装日记            | Sporadic Diary                       | Curtmetratge 39' |
| 2004 | 烧烤                | Barbecue                             |                  |
| 2008 | 青年                | Youth                                |                  |
| 2011 | 诗与病的旅程        | Poetry and Desease                   | Documental       |
| 2012 | 飞机                | Airplane                             | Curtmetratge 24' |
| 2013 | 锤子镰刀都休息      | The Hammer and Sickle Are Sleeping   |                  |
| 2015 | 没有电影的电影节    | Film Festival Without Movies         | Documental       |
| 2016 | 轻松+愉快           | Free + Easy                          |                  |
| 2018 | 东北虎              | The Manchurian Tiger ó Northen Tiger |                  |
| 2019 | 回南天              | Back to the South                    | Productor        |
| 2022 | 一直一直都很喜欢你[ | I've Always Loved You                |                  |
| 2023 | 辽河的士            | Liaohe Taxi                          | Productor        |